# 宮登神社
宮登神社（みやとじんじゃ）は、埼玉県鴻巣市の神社。

## 歴史
825年（天長2年）以前に創建された。近くの光徳寺を開山した高野聖の「源楽」を祭神として祀る神社を創建した。源楽は825年（天長2年）に寂しているので、創建年はそれよりも若干古いことになる。源楽は淳和天皇の皇子と伝えられており、その貴種流離譚に基づいて祭神となったものと推測される。そういう経緯により、当初は「聖権現社」という社名であった。
明治初期、神仏分離政策により、仏教色の強い社名と祭神を変える必要に迫られた。そこで箕田八幡神社から分霊を勧請し、源楽から宗像三女神に変更し「聖権現社」から「八幡社」に改称した。そして近代社格制度に基づく「村社」に列せられた。1907年（明治40年）の神社合祀により周辺の6社が合祀された。そして当社の所在地の「宮前」と他社の「登戸」から一字を採って「宮登神社」に改称した。

## 交通アクセス
- 北鴻巣駅より徒歩24分。